# Дуров, Захар Захарович
Заха́р Заха́рович Ду́ров (28 июля 1849, с. Савино, Смоленская губерния — 11 [23] января 1886, Санкт-Петербург) — музыкальный писатель и исследователь, преподаватель Петербургской консерватории.

## Биография
Родился в дворянской семье.
Окончил Московский кадетский корпус, в 1868 году — Михайловское артиллерийское училище в Санкт-Петербурге; выпущен в 4-ю артиллерийскую бригаду, через 3 года вышел в отставку в чине поручика.
Увлёкся историей церковного пения и начал исследовательскую работу в хранилищах Москвы, Санкт-Петербурга и др. В 1881—1882 годах посещал лекции по истории церковного пения профессора Д. В. Разумовского.
В 1883—1886 годах преподавал в Санкт-Петербургской консерватории, читал курс истории церковного пения в России.
Является автором «Очерка истории музыки в России». Другое его обширное сочинение по истории православного церковного пения было удостоено премии Академии наук, но не было издано; сохранились первые четыре корректурные листа этой работы.
Похоронен на Смоленском кладбище в Санкт-Петербурге.